# Lejeunea phyllobola
Lejeunea phyllobola là một loài Rêu trong họ Lejeuneaceae. Loài này được Nees & Mont. ex Mont. mô tả khoa học đầu tiên năm 1842.